# KkStB 14 sorozatú szerkocsi
A kkStB 14 sorozatú szerkocsi egy háromttengelyes szerkocsi sorozat volt az osztrák Császári és Királyi Osztrák Államvasutaknál (k.k. österreichischen Staatsbahn, kkStB) melyek eredetileg  a Böhmischen Nordbahn-Gesellschaft-tól  (BNB) származtak.
A BNB ezeket a szerkocsikat 1865-ben a Ringhoffer Prága-Smichov-i üzemétől a Sigl mozdonygyárától, és a Bécsújhelyi Mozdonygyártól szerezte be. A szerkocsik méretei kissé eltértek (lásd a táblázatot.)
A BNB államosítása után a kkStB a szerkocsikat a 14 szerkocsi sorozatba osztotta.
| BNB A / kkStB 14           | BNB A / kkStB 14 | BNB A / kkStB 14 |
| Műszaki adatok             | Műszaki adatok   | Műszaki adatok   |
| -------------------------- | ---------------- | ---------------- |
| Tengelyek száma:           | 3                | 3                |
| Tengelytávolság:           | 3160 mm          | 3160 mm          |
| Kerékátmérő:               | 995 mm           | 995 mm           |
| Vízkészlet                 | 9,5 m³           | 10,0 m³          |
| Tüzelőanyagkészlet:        | 6,0 m³           | 5,1 m³           |
| Üres tömeg:                | 12,0 t           | 12,9 t           |
| Szolgálati tömeg:          | 27,0 t           | 28,0 t           |
| Kapcsolt mozdonyok típusa: | 123, 32, 147, 53 | 123, 32, 147, 53 |

## Fordítás
- Ez a szócikk részben vagy egészben  a   kkStB Tenderreihe 14 című német Wikipédia-szócikk fordításán alapul.  Az eredeti cikk szerkesztőit annak laptörténete sorolja fel. Ez a jelzés csupán a megfogalmazás eredetét és a szerzői jogokat jelzi, nem szolgál a cikkben szereplő információk forrásmegjelöléseként.